# 科德瓜
34°2′5″S 70°40′7″W / 34.03472°S 70.66861°W

科德瓜(西班牙文：Codegua)是智利的城市，位於該國中部奧伊金斯將軍解放者大區的卡查波阿爾省，面積286.9平方公里，海拔高度536米，2002年人口12,495人，人口密度每平方公里44人。